# Ограбление музея Изабеллы Стюарт Гарднер

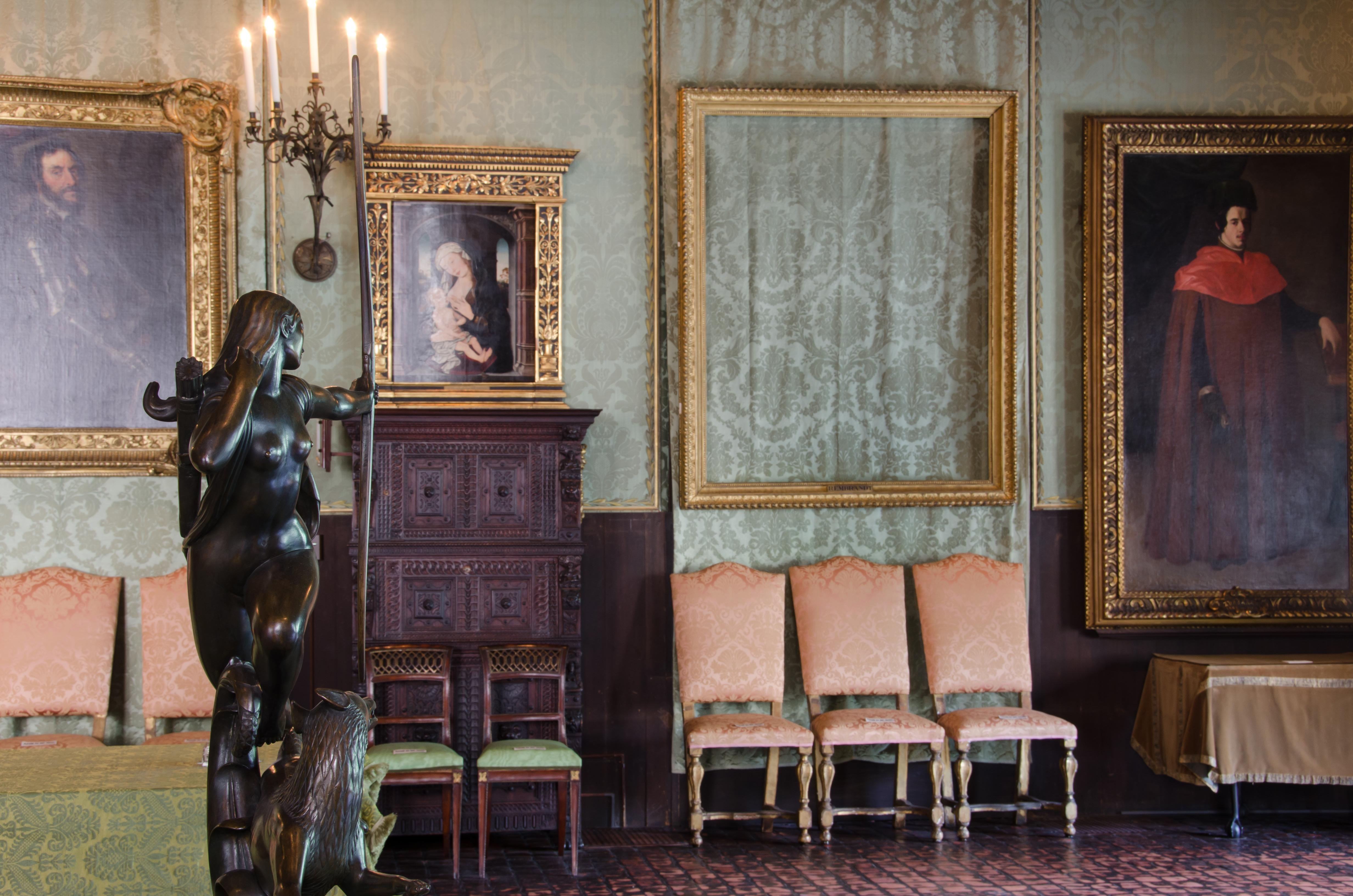
Пустая рама от картина Рембрандта Христос во время шторма на море Галилейском (1633).

Ограбление музея Изабеллы Стюарт Гарднер — преступление, произошедшее ночью 18 марта 1990 года. Из музея Изабеллы Стюарт Гарднер в Бостоне (штат Массачусетс, США) было украдено 13 произведений искусства. Охранники впустили двух мужчин, выдававших себя за полицейских, прибывших на вызов о нарушении порядка, после чего воры связали охранников и вынесли из музея часть экспонатов в течение следующего часа. Дело до сих пор остается нераскрытым; аресты не производились, и ни одна работа не была найдена. ФБР и арт-дилеры оценили стоимость украденных работ в сотни миллионов долларов. Музей предлагает вознаграждение в размере 10 миллионов долларов за информацию, которая поможет вернуть произведение искусства, — самое большое вознаграждение, когда-либо предлагаемое частным учреждением.
Украденные работы изначально были приобретены коллекционером произведений искусства Изабеллой Стюарт Гарднер (1840–1924) и являлись частью постоянной экспозиции музея. Среди них была «Концерт», одна из 34 известных картин Яна Вермеера, которая считается самой ценной ненайденной картиной в мире. Также пропал «Христос во время шторма на море Галилейском», единственный морской пейзаж Рембрандта. Были украдены другие картины и наброски Рембрандта, Эдгара Дега, Эдуарда Мане и Говерта Флинка, а также относительно мало ценный Французский имперский орёл и китайский сосуд для вина гу. Эксперты были озадачены выбором произведений искусства, поскольку более ценные работы остались нетронутыми. Поскольку коллекция и ее расположение предназначены для постоянного хранения, пустые рамы остаются висеть как в знак уважения к пропавшим работам, так и в качестве заполнителей для пустого пространства.
ФБР считает, что ограбление было спланировано организованной преступной группировкой. В деле отсутствуют веские вещественные доказательства, и ФБР в значительной степени полагалось на допросы, показания информаторов и операции по сбору информации. Оно сосредоточилось в первую очередь на Бостонской мафии, которая в тот период находилась в разгаре внутренней войны банд. Одна из теорий гласит, что ограбление организовал гангстер Бобби Донати, для того чтобы договориться об освобождении своего капореджиме из тюрьмы; Донати был убит через год после ограбления. Другие отчеты предполагают, что картины были украдены бандой из района Дорчестер в Бостоне, хотя её члены и отрицали свою причастность, несмотря на то, что операция под прикрытием привела к нескольким тюремным срокам. Все они отрицали какую-либо осведомленность о деле или предоставили наводки, которые оказались бесполезными, несмотря на предложение денежного вознаграждения и сокращение или отмену тюремных сроков, если они раскроют информацию, ведущую к возвращению произведений искусства.

## Предыстория
Музей Изабеллы Стюарт Гарднер был построен под руководством коллекционера Изабеллы Стюарт Гарднер (1840–1924) для размещения ее личного собрания произведений искусства. Музей открылся для публики в 1903 году, и Гарднер продолжала расширять коллекцию до своей смерти в 1924 году. Она оставила музею пожертвование в размере 3,6 миллиона долларов (что эквивалентно примерно 66 миллионам долларов сегодня), и указала в завещании, что расположение произведений искусства не должно меняться, а также что ни один предмет коллекции не должен продаваться или приобретаться.
К 1980-м годам у музея заканчивались средства. Из-за финансовой напряженности он оказался в плачевном состоянии; в нем не было системы климат-контроля и страховки, а само здание нуждалось в базовом ремонте. После того, как ФБР раскрыло заговор бостонских преступников с целью ограбления музея в 1982 году, музей выделил средства на улучшение безопасности. Среди них были 60 инфракрасных датчиков движения и система видеонаблюдения, состоящая из четырех камер, размещенных по периметру здания. Внутри музея не было установлено ни одной камеры, поскольку совет попечителей посчитал стоимость работ непомерно высокой, но были наняты дополнительные охранники. Несмотря на эти улучшения, единственным способом, которым охранники могли вызвать полицию, было нажатие кнопки на пульте. В других местных музеях были отказоустойчивые системы, которые требовали, чтобы ночные сторожа ежечасно звонили в полицию, чтобы сообщить о ситуации.
В 1988 год независимый консультант проверил работу службы безопасности музея и заявил, что она соответствует уровню большинству других музеев, но рекомендовал внести в неё улучшения. Начальник охраны Музея изящных искусств в Бостоне также предложил усовершенствовать систему безопасности музея. Из-за финансовых трудностей и завещания Гарднер, запрещающего проведение крупных реконструкций, совет попечителей не одобрил работы по улучшению безопасности. Также был отклонен и запрос начальника охраны на повышение зарплат охранников с целью привлечь привлечь более квалифицированные кадры. Охранники музея получали немного больше минимальной заработной платы, а недостатки системы безопасности были секретом Полишинеля среди них.

## Ограбление

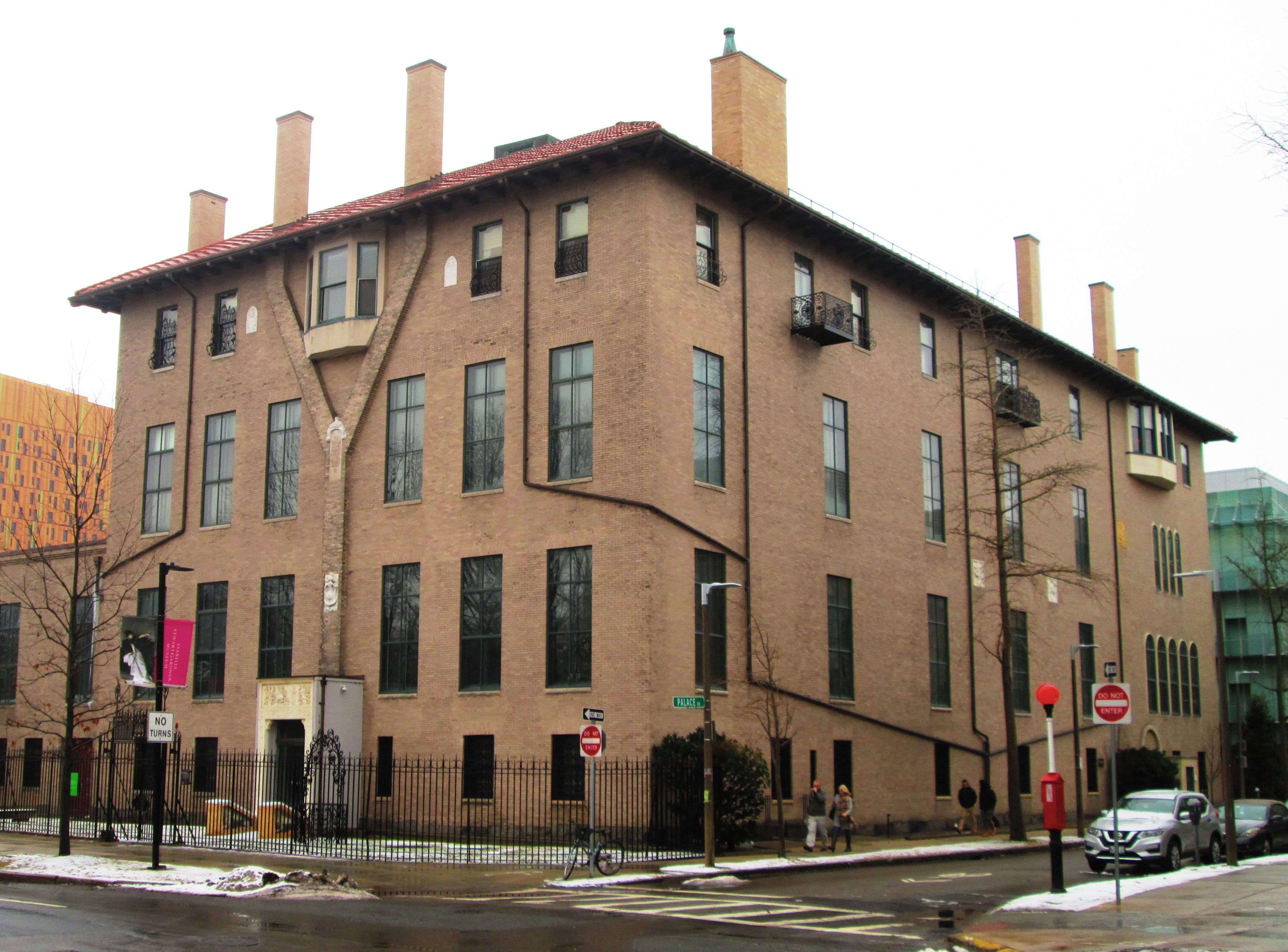
Музей Изабеллы Стюарт Гарднер в 2018 году.

### Подготовка
Ограбление произошло ночью с субботы на воскресенье, 18 марта 1990 года. Воров впервые заметили около 00:30 несколько гуляк, покидавших вечеринку в честь Дня Святого Патрика, проходившую возле музея. Двое мужчин были одеты в форму полиции и и сидели хэтчбеке, припаркованном на Palace Road, примерно в 30 метрах от бокового входа. Свидетели приняли их за полицейских.
Охранниками музея в ту ночь были Рик Эбот, 23 года, и Рэнди Хестанд, 25 лет. Обычно охранником в ночную смену был Эбот, но 18 марта Хестанд впервые вышел на ночную смену. Политика безопасности музея требовала, чтобы один охранник патрулировал галереи с фонариком и рацией, а другой сидел за стойкой охраны. Когда Эбот отправился в первый обход, в нескольких комнатах сработала пожарная сигнализация, но он не смог обнаружить ни огня, ни дыма. Он вернулся в комнату охраны, где панель управления пожарной сигнализацией показывала дым в нескольких комнатах. Он предположил, что произошла какая-то неисправность, и отключил панель, прежде чем вернуться к патрулированию. Прежде чем закончить обход, Эбот остановился у бокового входа в музей, ненадолго открыл боковую дверь и снова закрыл ее, не сообщив об этом Хестанду. Эбот вернулся к стойке охраны около 1:00 ночи, после чего на к патрулированию приступил Хестанд.

### Обезвреживание охранников
В 1:20 ночи воры подъехали к боковому входу, припарковались и прошли к двери. Они позвонили в звонок, который соединил их с Эботом через домофон. Они объяснили Эботу, что они полицейские, приехавшие по вызову о беспорядках, и что их нужно впустить. Эбот мог видеть на камере наблюдения, что они были одеты в полицейскую форму. Он не знал о каких-либо беспорядках, но предположил, что полицию вызвали из-за того, что кто-то из празднующих День Святого Патрика мог перелезть через забор. Эбот впустил мужчин в 1:24 ночи.
Сначала воры вошли в запертый вестибюль, который отделял боковую дверь от залов музея. Они подошли к Эботу у стойки охраны и спросили, есть ли в музее другие люди. Эбот по рации передал Хестанду, чтобы тот вернулся к стойке охраны. Примерно в это время Эбот заметил, что усы у высокого мужчины выглядят как накладные. Низкорослый мужчина сказал Эботу, что он выглядит знакомым и что у них может быть ордер на его арест, потребовав, чтобы Эбот вышел из-за стола, чтобы предъявить удостоверение личности. Эбот подчинился, оставив стол, на котором находилась единственная в музее кнопка вызова полиции. Низкорослый мужчина прижал Эбота к стене, раздвинул ноги и надел на него наручники. Примерно в это время в комнату вошел Хестанд, и высокий вор также прижал его к стене и надел наручники. Когда оба охранника были в наручниках, воры раскрыли свои истинные намерения ограбить музей и попросили охранников не оказывать сопротивления.
Воры обмотали головы и глаза охранников клейкой лентой. Не спрашивая указаний, они провели охранников в подвал, приковали их наручниками к трубе парового отопления и верстаку. Они же обыскали охранников и пригрозили, что знают, где они живут, и сказали им, что если они не сообщат властям, то получат вознаграждение примерно через год. Всего на обезвреживание охраны ушло около 15 минут и оно было закончено в 1:35 ночи.

### Кража работ

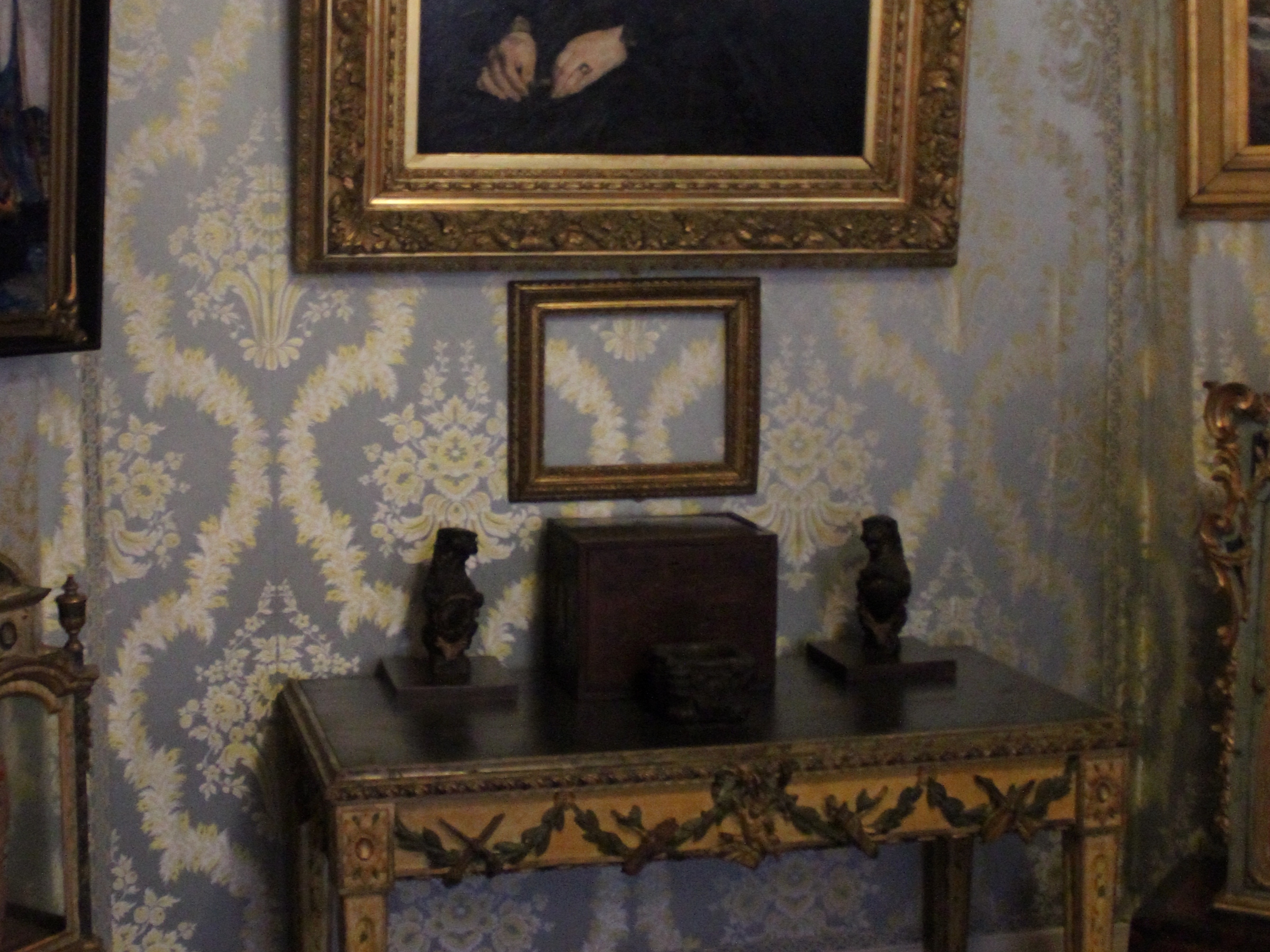
Рама в которой находилась картина У Тортони.

Передвижения воров по музею были зафиксированы инфракрасными датчиками движения. Шаги в первой комнате, в которую они вошли, Голландской комнате на втором этаже, не были зафиксированы до 1:48 ночи. Это произошло через 13 минут после того, как они обездвижили охранников, возможно, ожидая, не успели-ли они сообщить в полицию.
Когда воры приблизились к картинам в Голландской комнате, зазвонил датчик, предупреждающий, когда посетители подходили слишком близко к произведению искусства, после чего воры разбили его. Они сняли картины «Христос во время шторма на море Галилейском» и «Леди и джентльмен в чёрном» со стены и бросили их на мраморный пол, разбив стекло в рамах. С помощью лезвия они вырезали холсты из подрамников. Они также сняли большую картину маслом с автопортретом Рембрандта со стены, но оставили ее прислоненной к шкафу. Следователи полагают, что воры, возможно, посчитали её слишком большой для транспортировки, возможно, потому, что она была написана на дереве, а не на холсте, как остальные. Вместо этого воры взяли небольшую гравюру с автопортретом Рембрандта, размером с почтовую марку, выставленную под большим портретом. С правой стороны комнаты они вынули из рам «Пейзаж с обелиском» и «Концерт» Яна Вермеера. Последним предметом, вынесенным из комнаты, был древний китайский сосуд для вина гу.
В 1:51 ночи, пока один вор продолжал работать в Голландской комнате, другой вошел в узкий коридор, названный Короткой галереей, на другом конце второго этажа. Вскоре оба мужчины оказались в Короткой галерее, где они начали откручивать винты для рамы, в которой был выставлен наполеоновский штандарт, вероятно, пытаясь украсть его. Похоже, они отказались от попыток, так как часть винтов не были сняты, и в конечном итоге забрали только имперского орла, являвшийся навершием флагштока. Они также забрали пять набросков Дега из комнаты. Последней украденной работой была работа «У Тортони» из Синей комнаты на первом этаже. Датчики движения музея не зафиксировали никакого движения в Синей комнате во время пребывания воров в здании. Единственные шаги, обнаруженные в комнате той ночью, были следами Эбота во время двух раз, когда он проходил через галерею во время своего предыдущего обхода.
Когда они собирались уходить, воры снова проверили охранников и спросили, удобно ли им. Затем воры переместились в кабинет начальника охраны, где забрали видеокассеты, содержащие видео их входа в здание музея, а также распечатки данных с датчиков движения. Данные о перемещениях также были зафиксированы на жёстком диске, который остался нетронутым. Рамка «У Тортони» была оставлена на столе начальника охраны. Затем воры начали выносить произведения искусства из музея. Боковые входные двери были открыты дважды в 2:40 и 2:45. Ограбление длилось 81 минуту.
Следующая смена охранников прибыла позже утром и поняла, что что-то не так, когда они не смогли установить контакт ни с кем внутри здания. Они позвонили начальнику охраны, который вошел в здание со своими ключами и никого не нашел на посту охраны, после чего вызвал полицию. Полиция обыскала здание и обнаружила охранников все еще связанными в подвале.

## Украденные произведения искусства

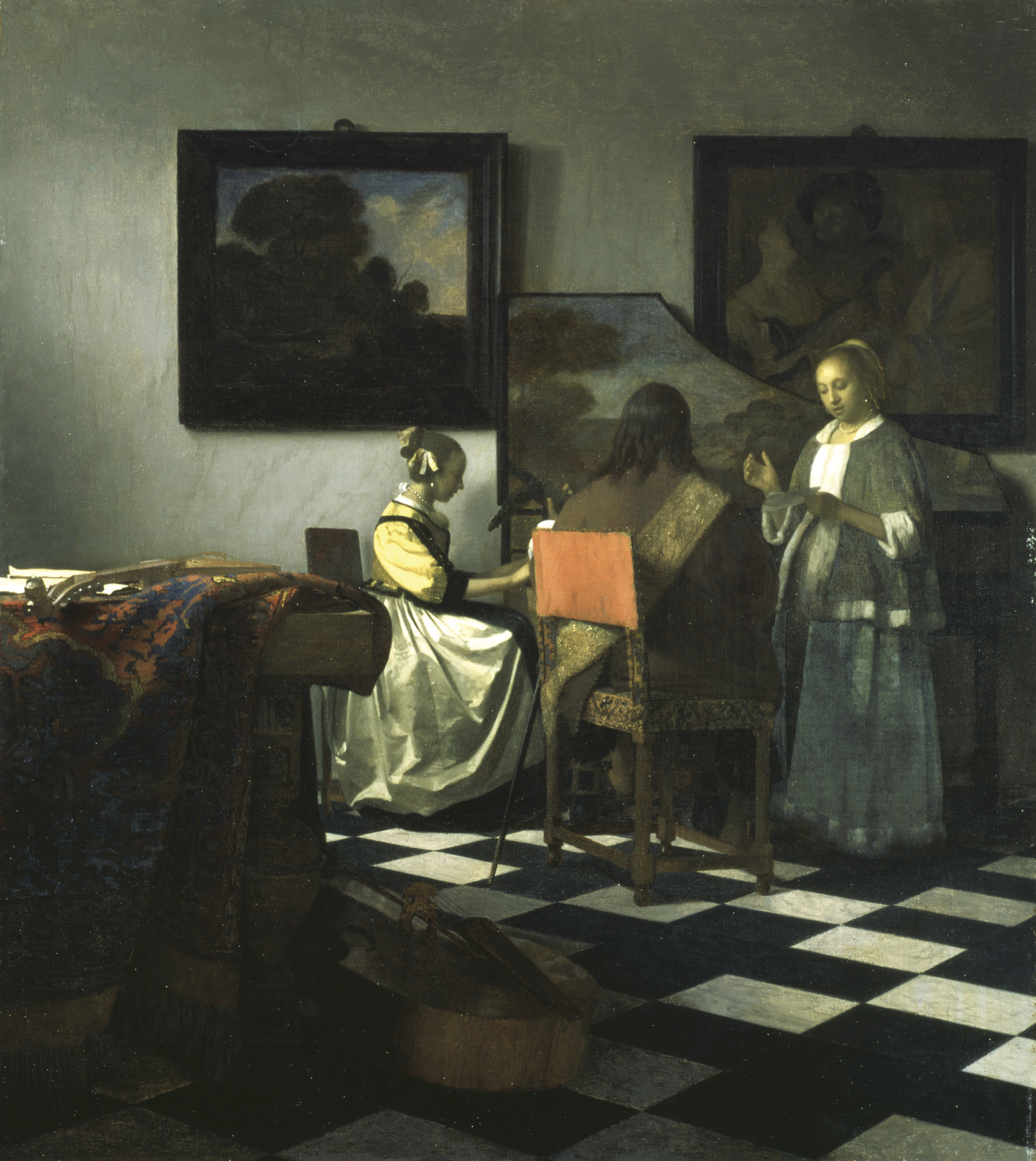
Концерт – Вермеер
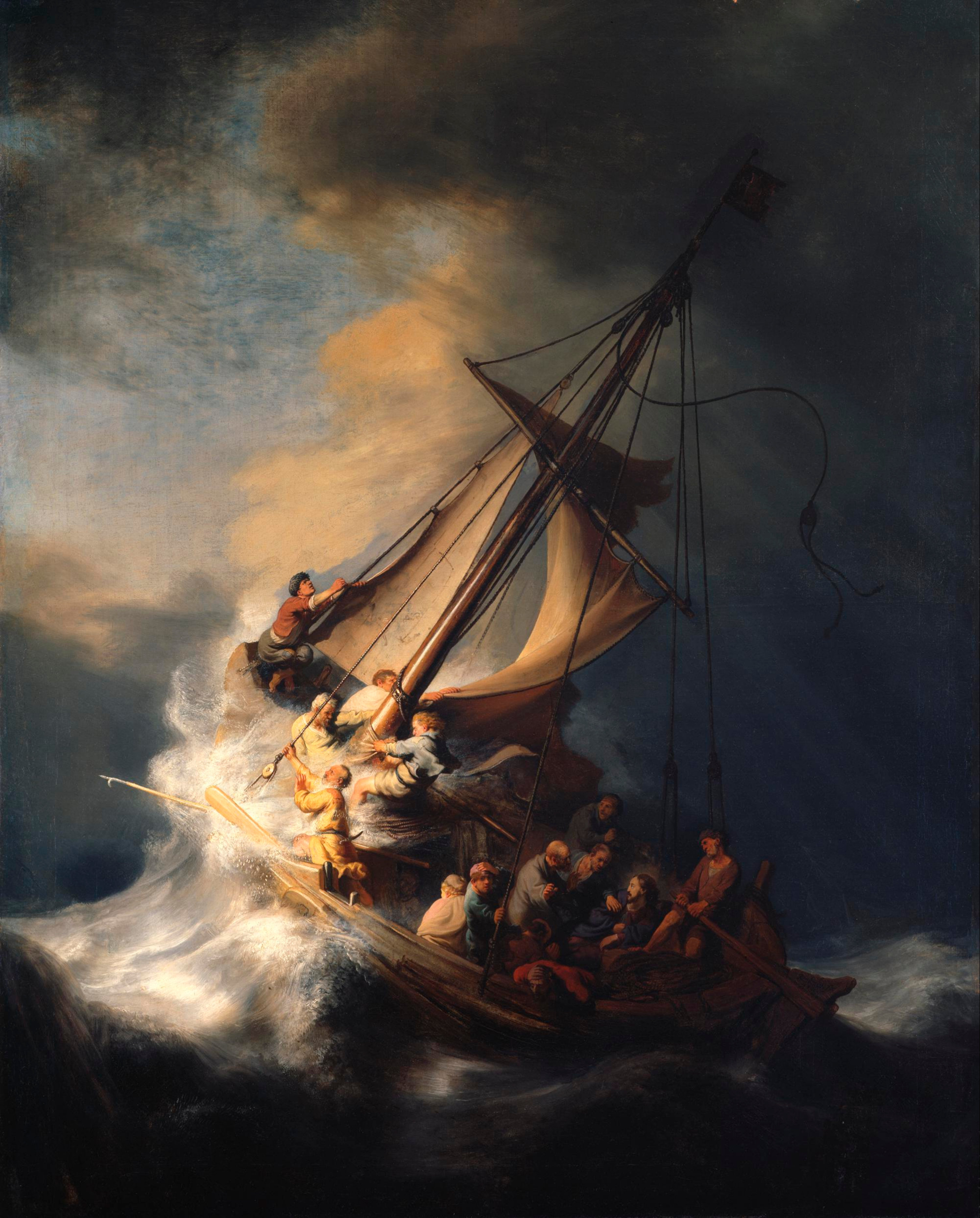
Христос во время шторма на море Галилейском – Рембрандт
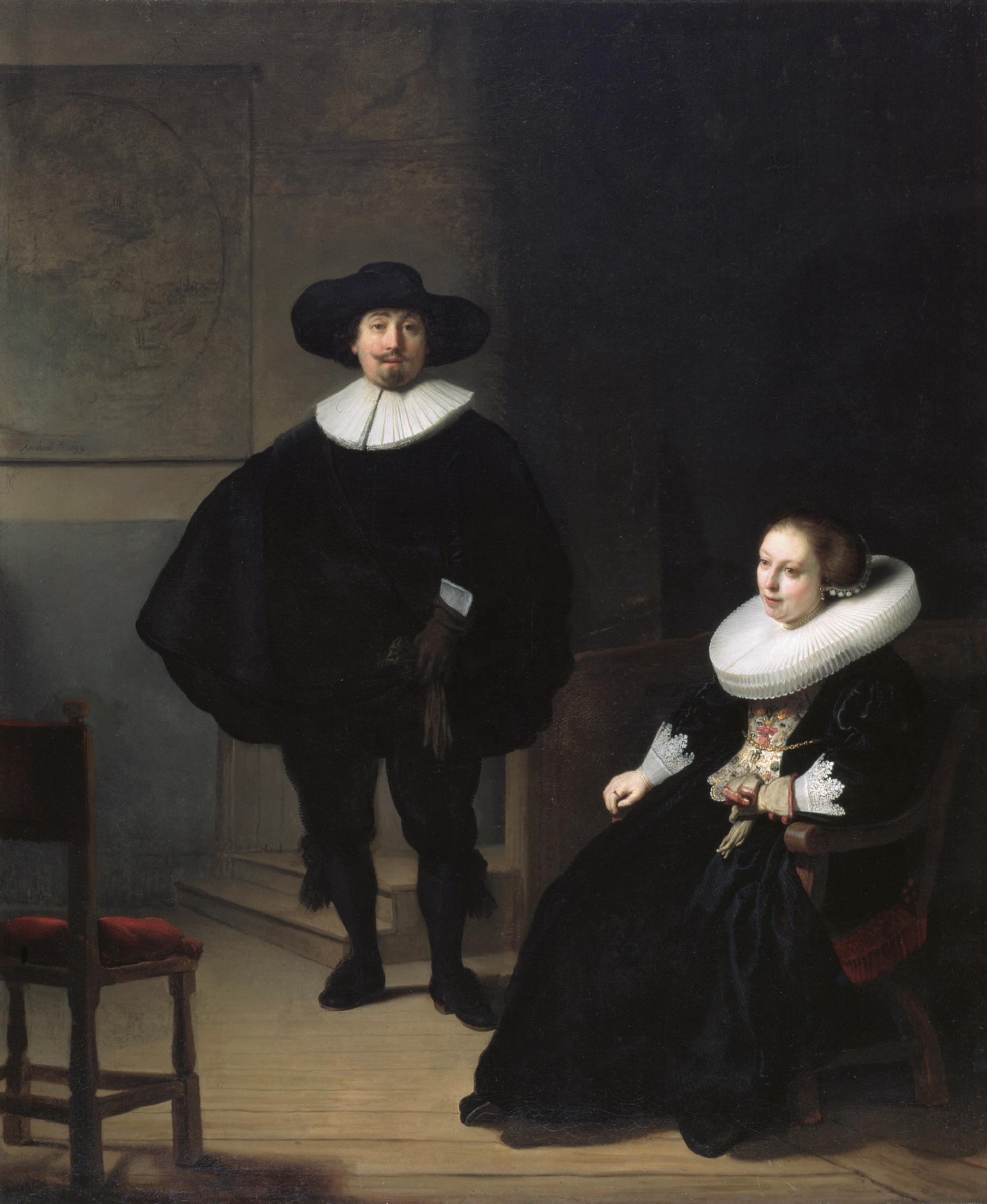
Леди и джентльмен в чёрном – Рембрандт
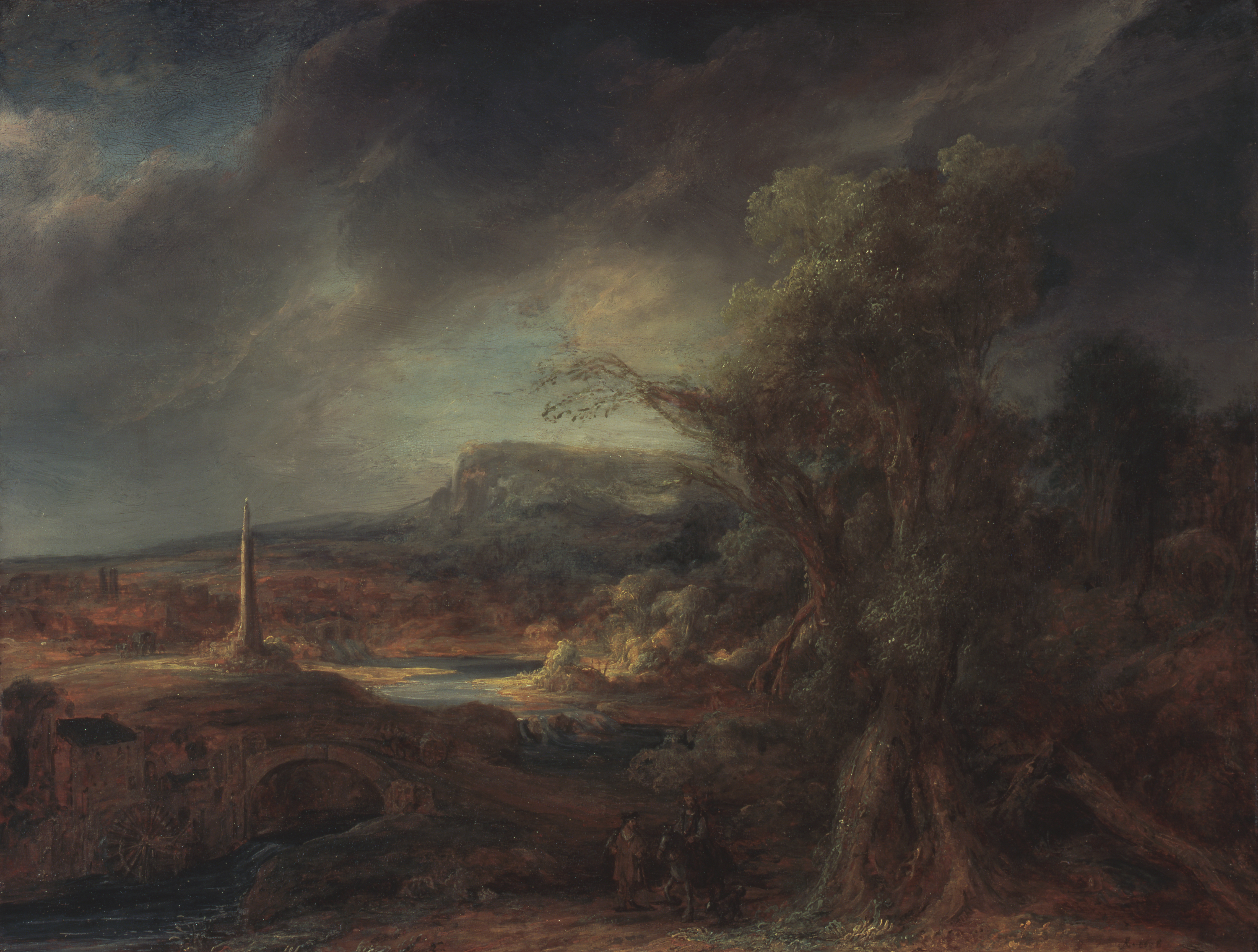
Пейзаж с обелиском – Флинк
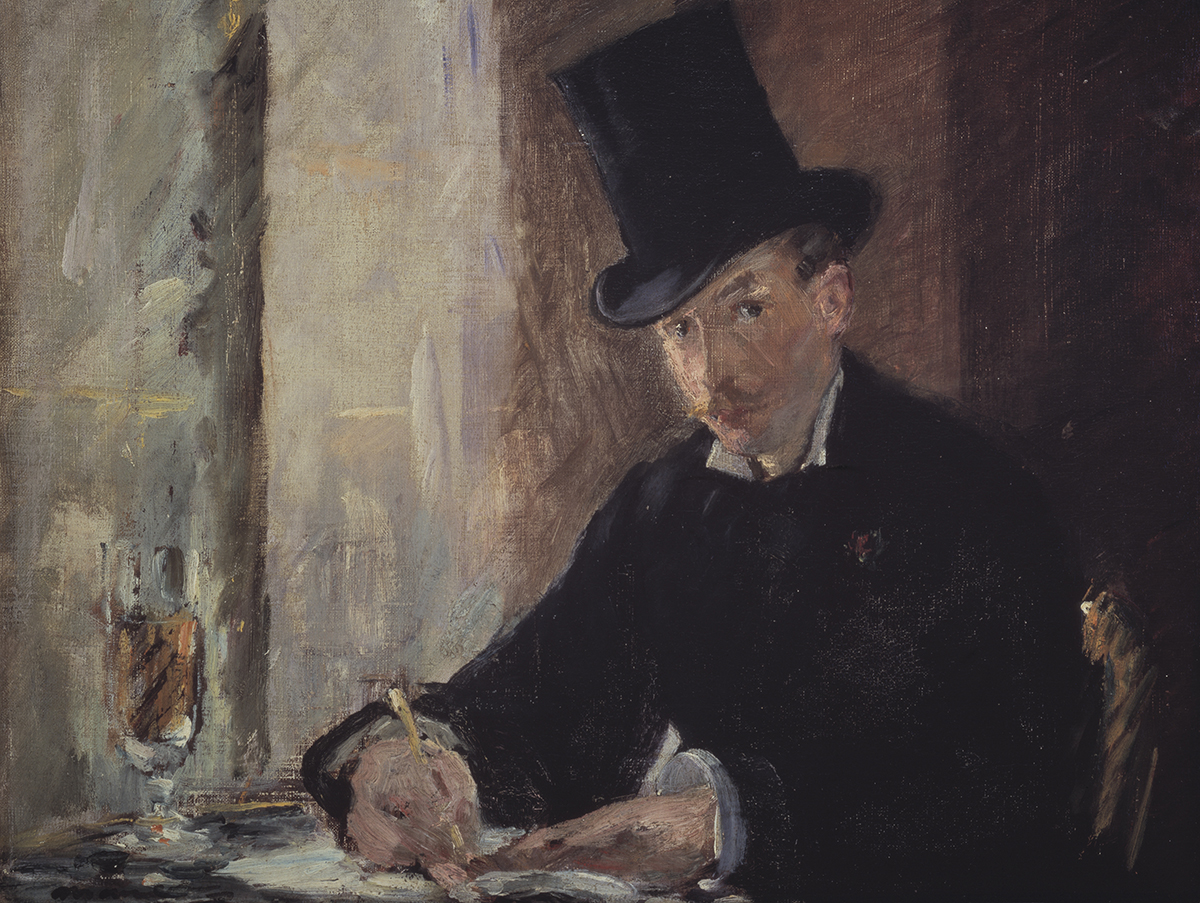
У Тортони – Мане
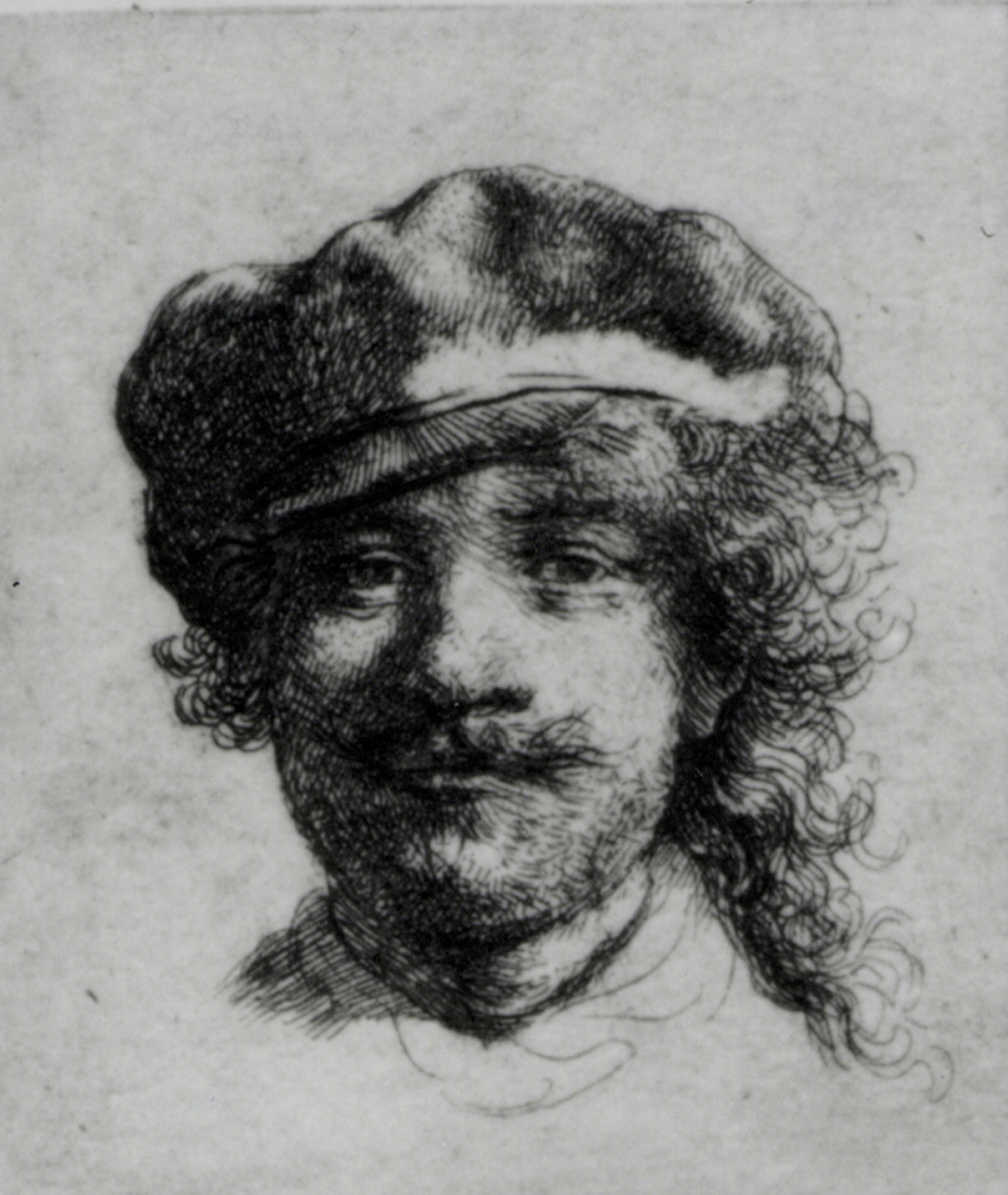
Автопортрет – Рембрандт
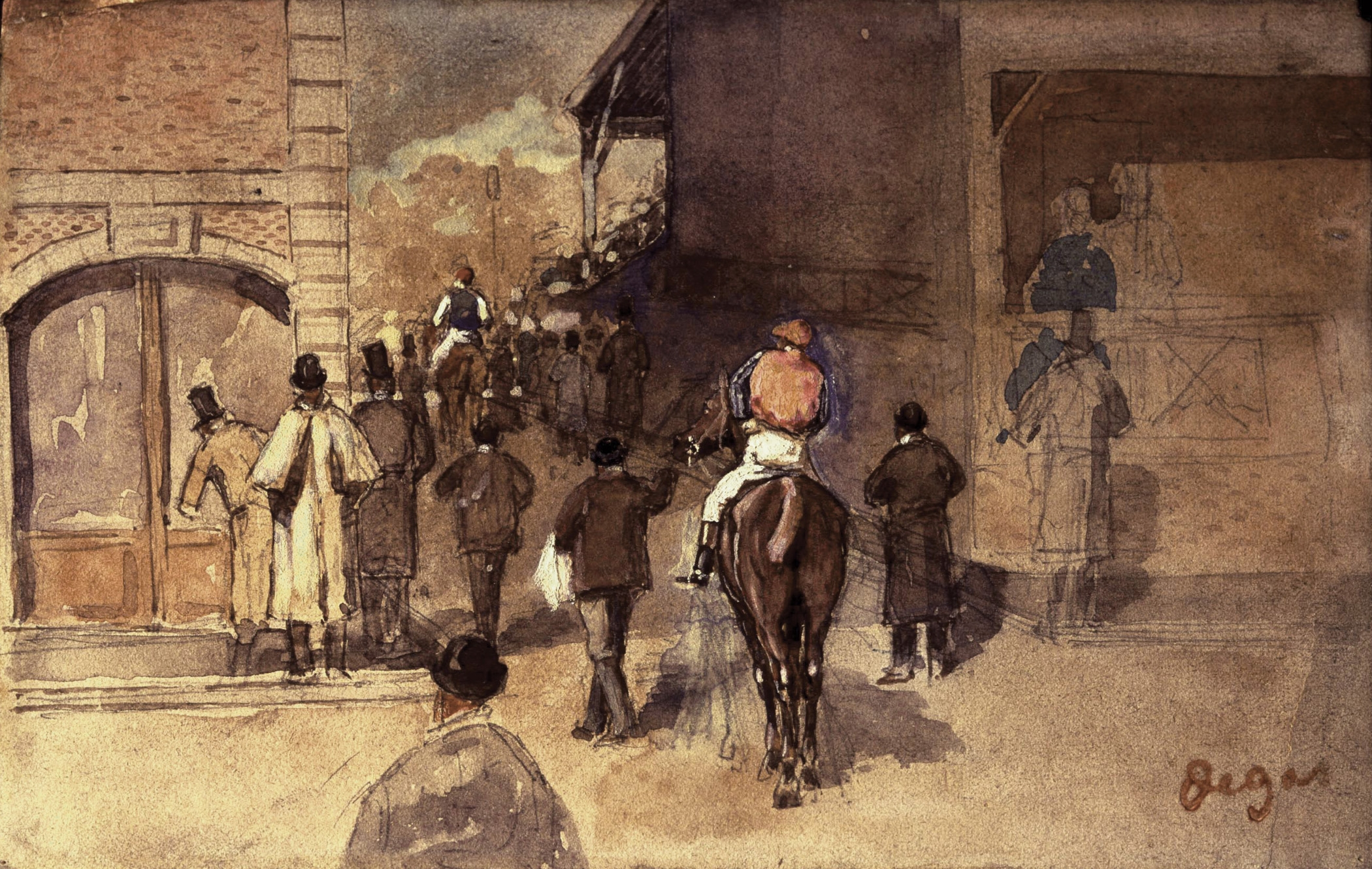
Жокеи после взвешивания – Дега
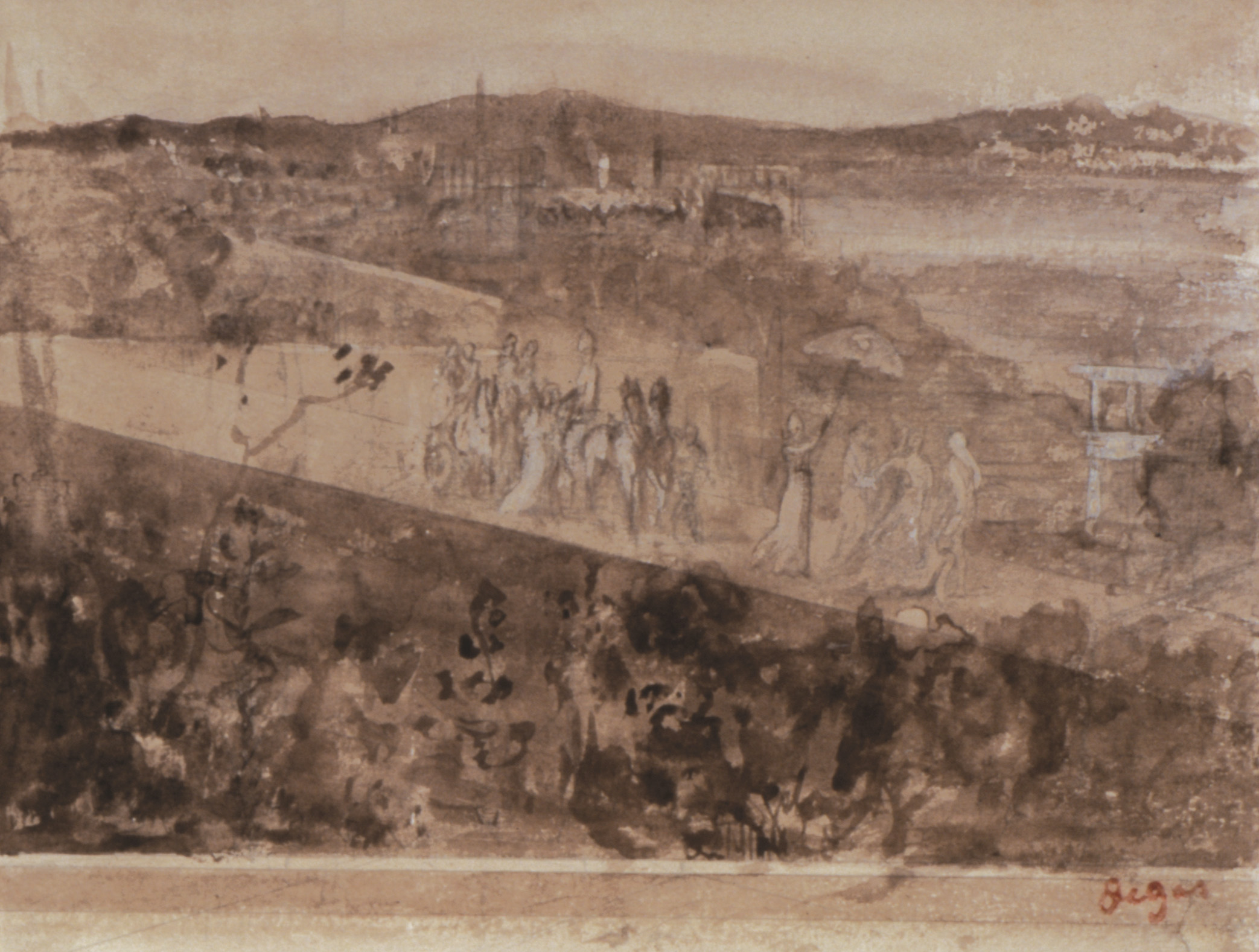
Кортеж в пригороде Флоренции – Дега
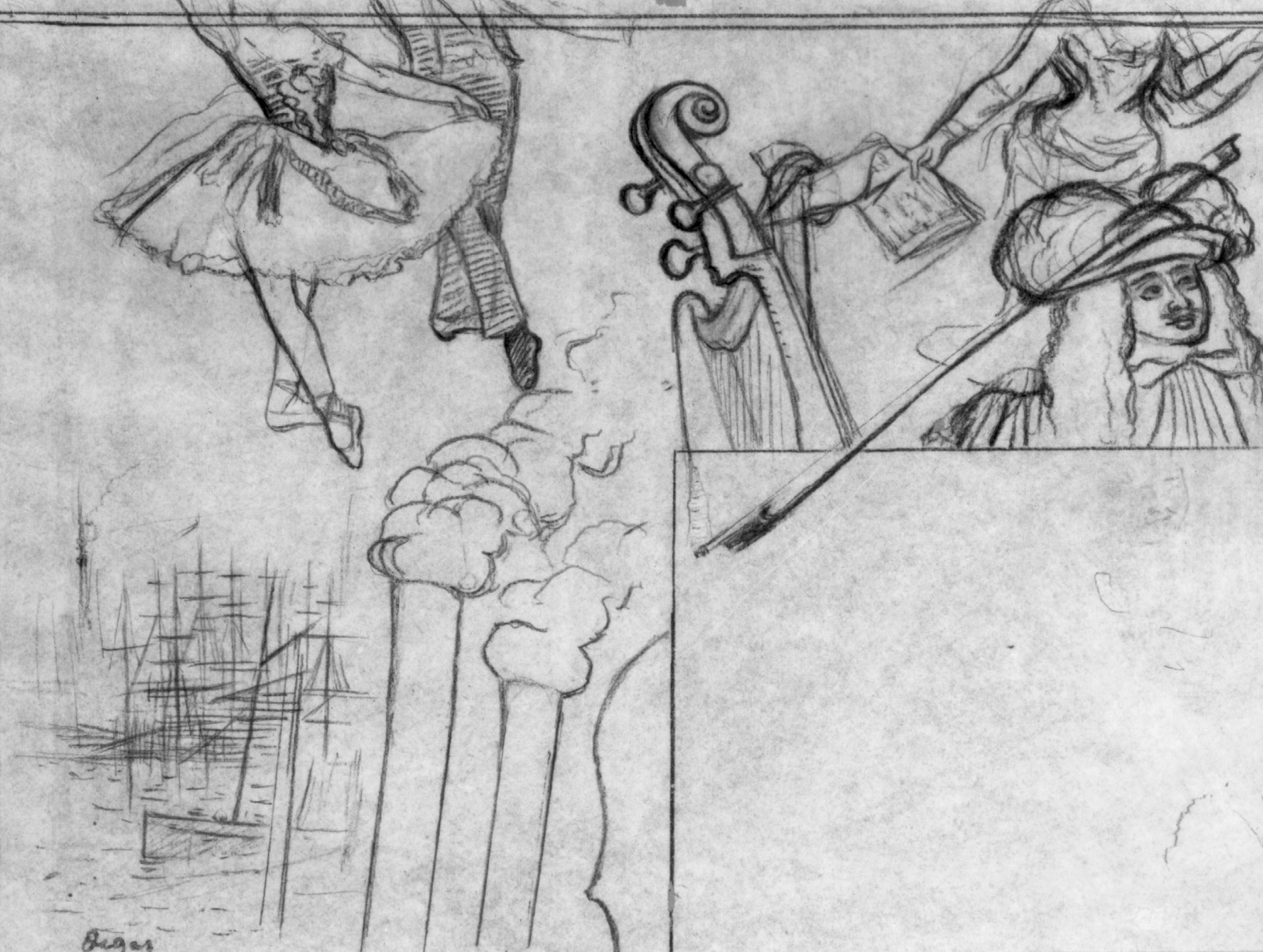
Программа артистического вечера 1 – Дега
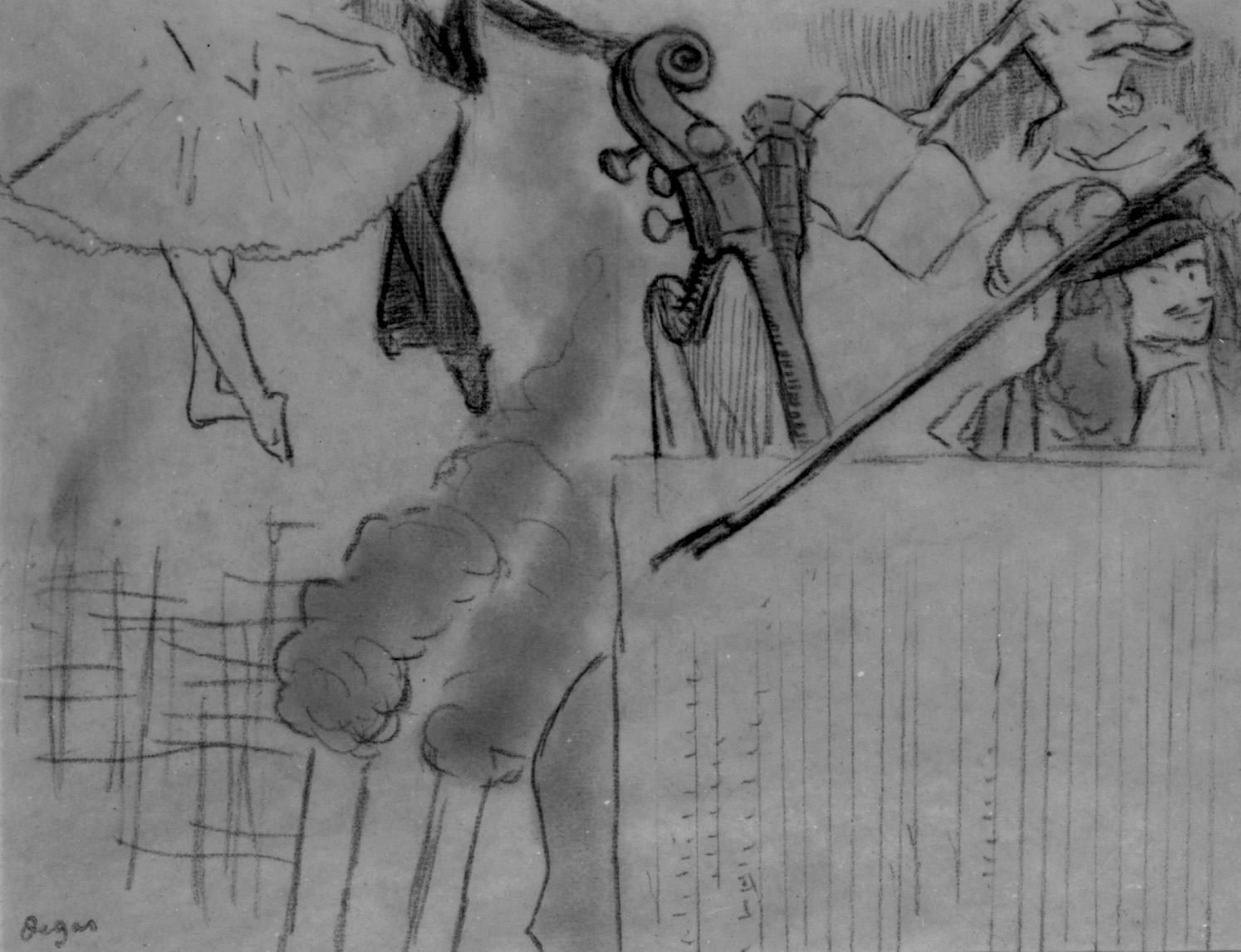
Программа артистического вечера 2 – Дега
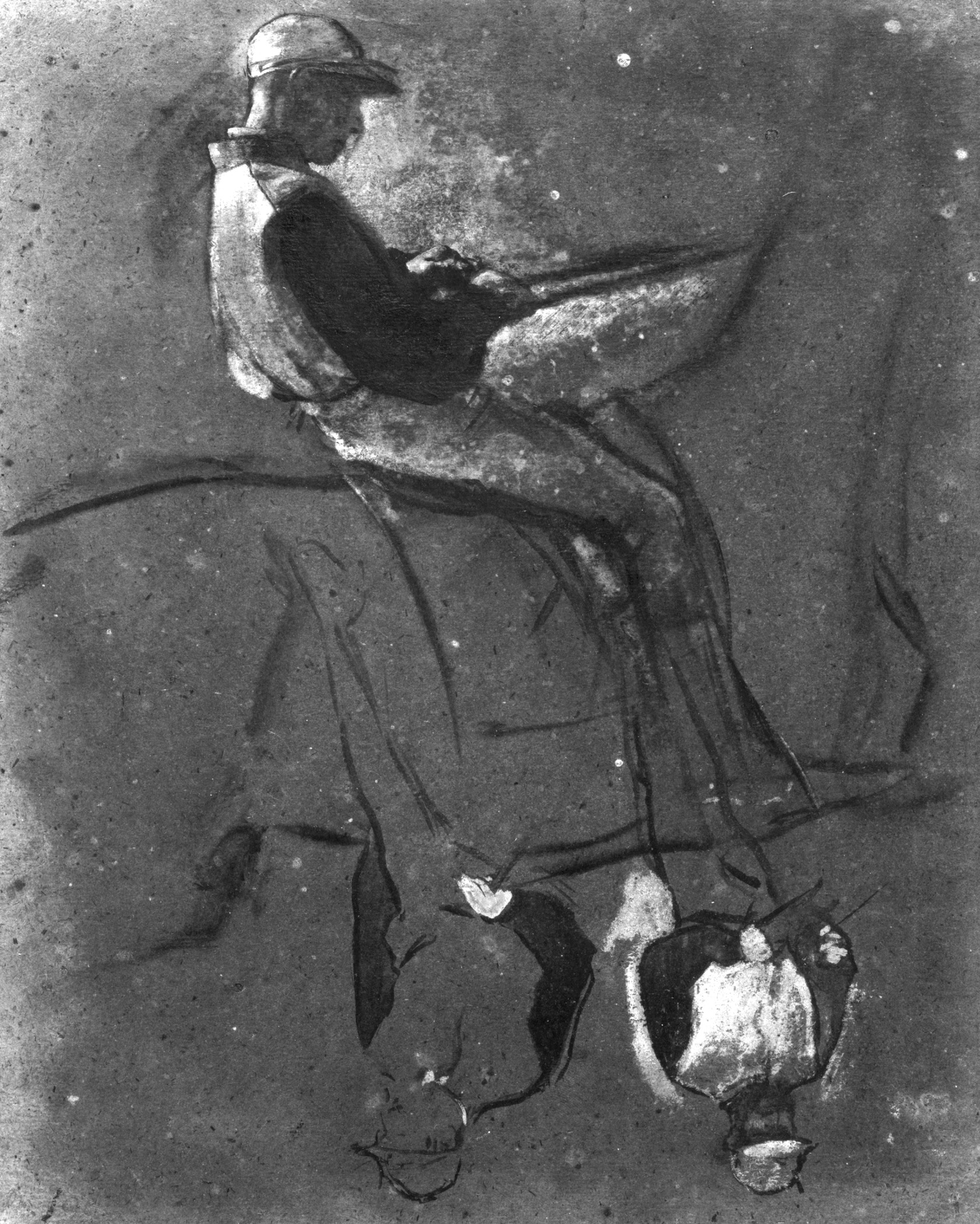
Три жокея верхом – Дега
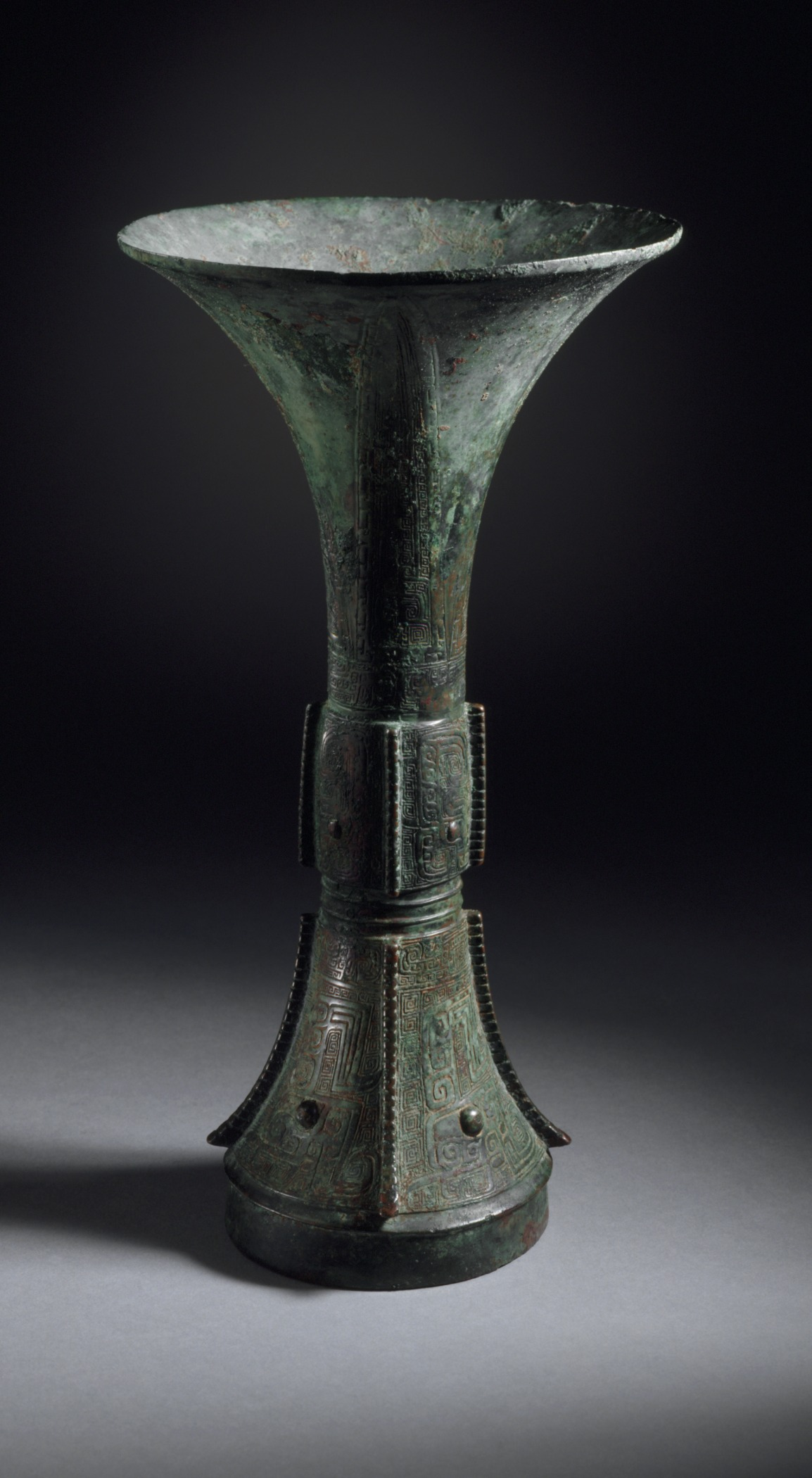
Гу — династия Шан (идентична украденной)
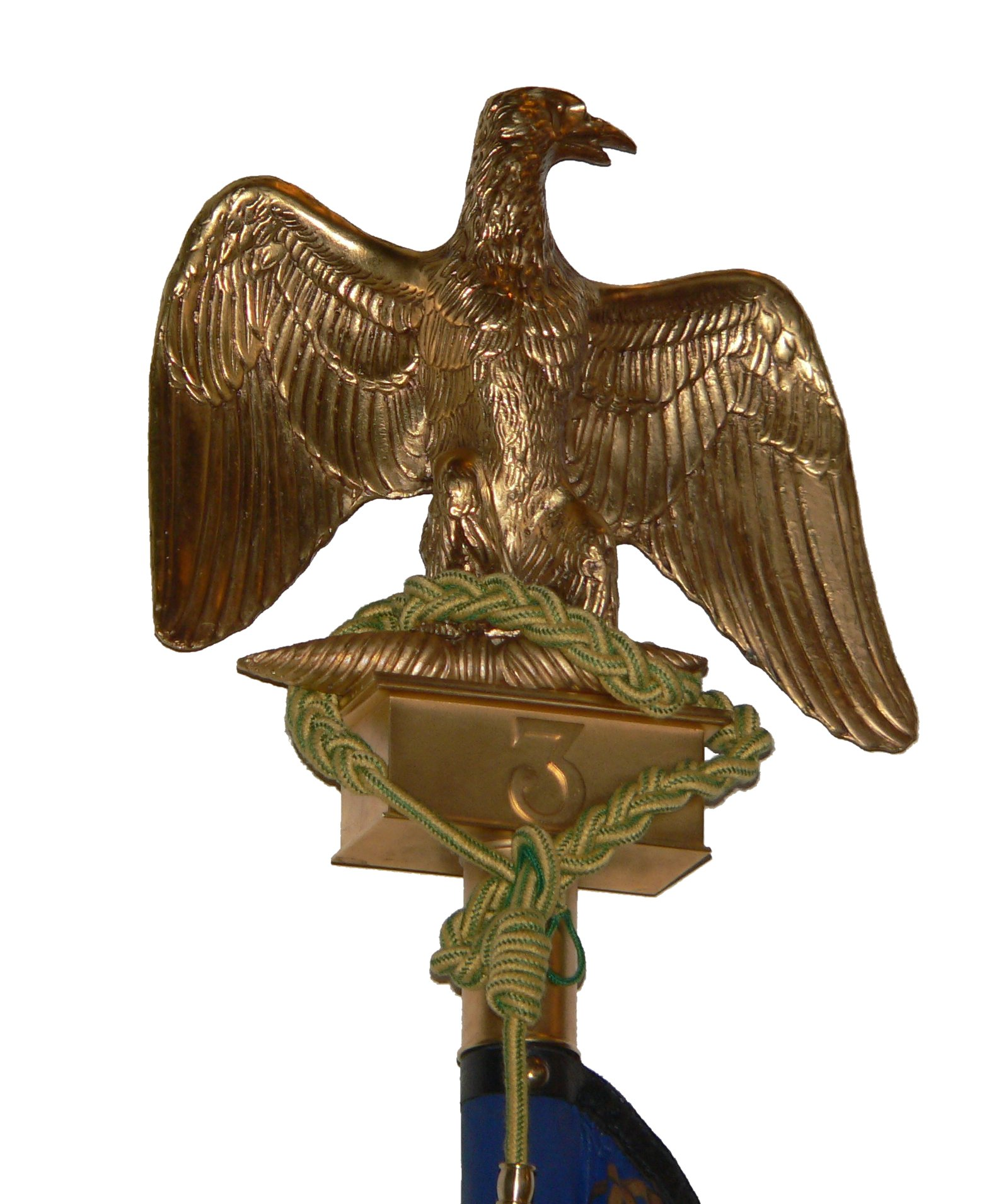
Французский имперский орёл (индентичный украденному)

Всего было украдено тринадцать работ. В 1990 году ФБР оценило стоимость кражи в 200 миллионов долларов, к 2000 году оценка была поднята до 500 миллионов долларов. В конце 2000-х годов некоторые арт-дилеры предположили, что общая стоимость украденных произведений искусства может составлять 600 миллионов долларов. Это сделало ограбление самым дорогим преступлением в сфере искусства.
Самые ценные работы были украдены из Голландской комнаты. Среди них был «Концерт» голландского художника Яна Вермеера (1632–1675), одна из всего лишь 34 картин, приписываемых ему. Картина оценивается в 250 миллионов долларов, что составляет половину общей стоимости кражи. Эксперты полагают, что «Концерт» может быть самым ценным украденным предметом в мире. В той же комнате воры нацелились на работы голландского художника Рембрандта (1606–1669). К ним относится «Христос во время шторма на море Галилейском», его единственный морской пейзаж и самая ценная из его работ, украденная той ночью. По оценкам, его стоимость составляет около 140 миллионов долларов. Другими похищенными работами Рембрандта были «Леди и джентльмен в черном» и небольшая гравюра с его автопортретом размером с почтовую марку. Последняя была ранее украдена и возвращена в 1970 году. Воры могли забрать «Пейзаж с обелиском», полагая, что это Рембрандт; ее долгое время приписывали ему, пока за несколько лет до ограбления не было объявлено что автором является его ученик Говерт Флинк (1615–1660). Последним предметом, украденным из Голландской комнаты, была бронзовая китайская чаша для вина гу высотой около 25 см. Он являлся одним из старейших произведений в музее, созданным во времена династии Шан в XII веке до н. э.. Его оценочная стоимость составляет несколько тысяч долларов.
В Короткой галерее были украдены пять набросков французского художника Эдгара Дега (1834–1917). Каждый из них был нарисован на бумаге размером менее 30 см2 и выполнен карандашами, чернилами, отмывкой и углём. Они имеют относительно небольшую ценность по сравнению с другими украденными работами, и имеют стоимость менее 100 000 долларов в совокупности. Также был украден французский имперский орёл высотой 25 см, являвшийся навершием штандарта императорской гвардии Наполеона. За информацию, которая приведет к возвращению одного только навершия, назначено вознаграждение в размере 100 000 долларов. Возможно, ворам показалось, что оно было сделано из золота. Из Голубой комнаты на первом этаже была украдена картина «У Тортони» французского художника Эдуарда Мане (1832–1883); это был единственный предмет, украденный с первого этажа.
Эклектичная смесь предметов озадачила экспертов. Хотя некоторые из картин были ценными, воры прошли мимо других ценных работ Рафаэля, Боттичелли и Микеланджело и оставили их нетронутыми, решив забрать относительно малоценные предметы, такие как гу и орёл-навершие. Воры не проникли на третий этаж, где висела картина Тициана «Похищение Европы», которая является одной из самых ценных картин в городе. Выбор работ и грубое обращение воров с произведениями искусства заставили следователей предположить, что воры не были экспертами в искусстве, которым было поручено украсть определенные работы. Помимо ущерба, нанесенного украденным работам на, которые были грубо вырезаны лезвием из подрамников, многие из работ затем, скорее всего, были свернуты и, что также могло нанести им повреждения. Кроме того, эксперты подчеркивают, что ненадлежащее хранение большинства украденных работ также гарантирует их дальнейшее повреждение.
Поскольку завещание Гарднер гласило, что предметы её коллекции не должны быть перемещены, пустые рамы украденных картин остаются висеть на своих местах в музее в качестве заполнителей для их возможного возвращения. Из-за финансовых проблем музея и отсутствия страховки директор обратился за помощью к аукционным домам Sotheby's и Christie's, чтобы объявить вознаграждение в размере 1 миллиона долларов в течение трех дней. В 1997 году эта сумма была увеличена до 5 миллионов долларов. В 2017 году она была удвоена до 10 миллионов долларов, а срок ее действия был установлен на конец года. Срок действия был продлён после потока наводок от общественности. Это самое большое вознаграждение, когда-либо предложенное частным учреждением. Вознаграждение предоставляется за «информацию, которая напрямую приведет к возвращению всех предметов в хорошем состоянии». Федеральные прокуроры заявили, что любой, кто добровольно вернет предметы, не будет привлечен к ответственности. Срок давности истек в 1995 году, поэтому воры и организаторы кражи, не могут быть привлечены к ответственности.

## Первые зацепки и подозреваемые

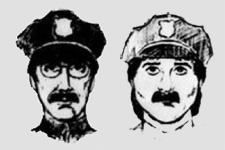
Полицейский фоторобот воров.

ФБР немедленно взяло дело под контроль на том основании, что украденные произведения искусства, вероятно, могли быть вывезены в другой штат. Следователи назвали дело уникальным из-за отсутствия веских вещественных доказательств. Неизвестно, оставили ли воры следы ДНК. Хотя на месте преступления и были обнаружены отпечатки пальцев и следы ДНК, нельзя было чётко установить, принадлежали ли они ворам или сотрудникам музея. ФБР проводило анализ ДНК в последующие годы после кражи по мере развития технологий в этой области. Некоторые доказательства были утеряны среди файлов агентства. Охранники и свидетели на улице описали одного вора как человека ростом от 175 до 178 см в возрасте около 30 лет, среднего телосложения, а другого — от 183 до 185 см в возрасте также около 30 лет, более плотного телосложения.

### Рик Эбот
Охранник Ричард Эдвард Эбот являлся одним из подозреваемых на ранней стадии из-за его подозрительного поведения в ночь кражи.
- Во время патрулирования Эбот ненадолго открыл и закрыл боковую дверь[16], что, по мнению некоторых экспертов, могло быть сигналом для воров, находившихся в припаркованной снаружи машине[74]. Эбот сообщил властям, что он регулярно открывал и закрывал дверь, чтобы убедиться, что она заперта[74]. Один из коллег Эбота рассказал журналистам, что если бы тот регулярно открывал дверь, как он утверждал, руководители заметили бы это по распечаткам на компьютере и потребовали бы прекратить[75].
- Подозрение вызвали данные датчиков движения, которые не зафиксировали движений в Синей комнате (где находилась «У Тонтони») во время пребывания в музее воров. Единственные шаги в комнате той ночью были следами Эбота, оставленными во время обхода[26]. Консультант по безопасности проверил датчики движения через несколько недель после кражи и заявил, что они работают правильно[26].
- В 2015 году ФБР опубликовало видео с камер наблюдения из музея в ночь перед кражей, на котором Эбот впускает в музей неизвестного мужчину для разговора на стойке охраны. Эбот сообщил следователям, что не может вспомнить инцидент или узнать мужчину, и ФБР обратилось за помощью к общественности. Несколько бывших охранников музея опознали незнакомца как заместителя начальника охраны музея[76].

Эбот, который умер в 2024 году в возрасте 57 лет, настаивал на своей невиновности на протяжении всей своей жизни. Агент ФБР, курировавший дело в первые годы, пришел к выводу, что охранники были слишком некомпетентны и глупы, чтобы совершить преступление.

### Уайти Балджер
Джемс «Уайти» Балджер был одним из самых влиятельных криминальных авторитетов в Бостоне в ту эпоху, возглавляя банду «Уинтер-Хилл». Он отрицал свою причастность и фактически отправил своих подчиненных, чтобы установить виновных, потому что ограбление было совершено в его районе, и он хотел, чтобы ему воздали должное.
Агент ФБР Томас Макшейн провел расследование в отношении Балджера, чтобы определить степень его причастности. Он определил, что прочные связи Балджера с полицией Бостона могут объяснить, как воры приобретали настоящую полицейскую форму, или, возможно, для совершения ограбления были задействованы настоящие полицейские. Балджер также имел связи с Временной Ирландской республиканской армией (ИРА). Макшейн назвал срабатывание пожарной сигнализации перед ограблением «визитной карточкой» ИРА и ее противника — Ольстерских добровольческих сил. У обеих организаций в то время были агенты в Бостоне, и обе ранее демонстрировали способность организовывать похищение произведений искусства. Расследование Макшейна не дало никаких доказательств, связывающих Балджера с кражей. По словам Чарли Хилла, отставного следователя по делам искусства и древностей Скотланд-Ярда, Балджер передал работы из музея ИРА, и они, скорее всего, находятся в Ирландии.

### Письмо в музей
В 1994 году директор музея Энн Хоули получила анонимное письмо от человека, который утверждал, что пытался договориться о возврате украденных предметов. Автор объяснил, что он был сторонним переговорщиком и не знал личности воров. Он объяснил, что был музей ограблен, для того, чтобы сократить чей-то тюремный срок, но поскольку возможность была упущена, преступникам больше не было мотива оставлять у себя произведения искусства, и они хотели договориться об их возврате. Отправитель также заявил, что произведения искусства хранились в «стране не общего права» в подходящих условиях. Также отправитель хотел иммунитета для себя и всех других участников, а также 2,6 миллиона долларов за возврат украденного, которые будут отправлены на офшорный банковский счет одновременно с их возвращением. Если музей заинтересован в переговорах, они должны напечатать закодированное сообщение в The Boston Globe. Чтобы подтвердить достоверность, автор передал информацию, известную в то время только музею и ФБР.
Хоули посчитала, что письмо было серьезной зацепкой. Она связалась с ФБР, которое затем связалось с Globe; закодированное сообщение было напечатано в их выпуске от 1 мая 1994 года. Хоули получила второе письмо несколько дней спустя, в котором автор признал, что музей заинтересован в переговорах, но что он боится  масштабное расследование со стороны федеральных и региональных властей для установления его личности. Автор объяснил, что ему нужно время, чтобы оценить свои возможности, но Хоули больше не получала писем от него.

### Брайан Макдевитт
Брайан Макдевитт был мошенником из Бостона, который ранее пытался ограбить коллекцию Хайда в Гленс-Фолс, штат Нью-Йорк, в 1981 году. Он переоделся водителем FedEx, имел при себе собой наручники и клейкую ленту и планировал украсть полотно Рембрандта. Он также был известным любителем флагов и подходил под описание более крупного грабителя, за исключением его редких рыжих волос. Эти параллели с делом музея Гарднер заинтриговали ФБР, поэтому они допросили его в конце 1990 года. Макдевитт отрицал какую-либо причастность, но отказался проходить тест на полиграфе. ФБР проверило его отпечатки пальцев, которые не совпали ни с одним из найденных на месте преступления. Позже Макдевитт переехал в Калифорнию и обманом пытался попасть в кино и на телевидение. Он умер в 2004 году.

## Бостонская мафия

### Мерлино
ФБР объявило о значительном прогрессе в своем расследовании в марте 2013 года. Они сообщили «с высокой степенью уверенности», что идентифицировали воров, которые, по их мнению, были членами преступной организации, базирующейся в Средней Атлантике и Новой Англии. Они также чувствовали «с той же уверенностью», что произведение искусства было перевезено в Коннектикут и Филадельфию через несколько лет после кражи, где их пытались продать в 2002 году. Их знания о том, что произошло после этого, ограничены, и они обратились за помощью к общественности, чтобы найти и вернуть украденное. В 2015 году ФБР заявило, что оба вора мертвы. Хотя ФБР публично не идентифицировало преступников, источники, знакомые с расследованием, сказали, что они были связаны с бандой из Дорчестера. Банда была лояльна боссу Бостонской мафии Фрэнку Салемме и управлялась из автомастерской, принадлежавшей преступнику Кармелло Мерлино.
Сообщники Мерлино могли узнать о слабостях музея после того, как гангстер Луи Ройс обследовал его еще в 1981 году. Он разработал план с сообщником, чтобы поджечь дымовые шашки и ворваться в галереи среди неразберихи. В 1982 году, когда тайные агенты ФБР расследовали дело Ройса и его сообщников о другой краже произведений искусства, они узнали об их заинтересованности в ограблении музея Гарднер и предупредили музей об этом. Во время ограбления Ройс находился в тюрьме. Ройс поделился своим планом с другими и считает, что его сообщник Стивен Россетти мог заказать ограбление или поделиться планом с кем-то еще.

### Роберт Гуаренте и Роберт Джентиле
Среди тех, кто был связан с бандой Мерлино, были Роберт Гуаренте и гангстер из Манчестера (Коннектикут) Роберт Джентиле. Гуаренте умер от рака в 2004 году, но его вдова Элен сообщила ФБР в 2010 году, что он Муж ранее владел некоторыми картинами. Она утверждала, что когда ее муж заболел раком в начале 2000-х годов, он отдал картины Джентиле на хранение. Джентиле отрицал обвинения, утверждая, что ему их никогда не дарили, и он ничего не знал об их местонахождении. Федеральные власти предъявили Джентиле обвинение в хранении наркотиков в 2012 году, вероятно, в попытке оказать давление на Джентиле, чтобы получить информацию о работах из музея. Он прошел тест на полиграфе, который показал, что он лгал, когда отрицал какую-либо осведомленность о краже или местонахождении украденных картин. Джентиле утверждал, что говорил правду, и потребовал повторного теста. Во время повторного теста он сказал, что Элен однажды показывала ему пропавший автопортрет Рембрандта, на что полиграф показал, что он говорил правду. Адвокат Джентиле посчитал, что честность утверждений Джентиле была затронута большим присутствием федеральных агентов, и запросил более приватную встречу в надежде, что это заставит Джентиле говорить честно. На более интимной встрече Джентиле также утверждал, что у него нет никакой информации.
Несколько дней спустя ФБР ворвалось в дом Джентиле в Коннектикуте с ордером на обыск. ФБР обнаружило секретный погреб под полом в сарае на заднем дворе, но оно было пустым. Сын Джентиле объяснил, что погреб затопило несколькими годами ранее, и его отец был расстроен тем, что случилось с его содержимым. В подвале они нашли выпуск Boston Herald от марта 1990 года, в котором сообщалось о краже, а также листок бумаги с указанием того, за сколько каждая вещь может быть продана на черном рынке. Помимо этого, не было найдено никаких убедительных доказательств того, что картины когда-либо были у него. Джентиле отправился в тюрьму на 30 месяцев по обвинению в хранении наркотиков. Если он и знал информацию о краже, он ни разу не решил поделиться ею, что привело бы к сокращению его срока или вообще досрочного освобождения. После выхода из тюрьмы он поговорил с журналистом-расследователем Стивеном Куркяном, утверждая, что его подставило ФБР. Он рассказал, как тюремное заключение нанесло ущерб его финансам и личной жизни. Он также объяснил, что список, найденный в его подвале, был составлен преступником, пытавшимся добиться возврата работ от Гуаренте, и использовал его как посредника. Когда его спросили о том, что могло быть в канаве, Джентиле не смог вспомнить, но предположил, что это могли быть небольшие двигатели.

### Дэвид Тернер
Дэвид Тернер был еще одним подручным Мерлино. ФБР начало расследование в отношении него в 1992 году, когда анонимный источник сообщил им, что у Тернера был доступ к картинам. Мерлино был арестован в том же году за торговлю кокаином и сказал властям, что может вернуть картины за смягчение тюремного срока. Он попросил Тернера отследить картины; Тернер не вернул их, хотя сказал что слышал, что они находились в церкви в Южном Бостоне. Другой сообщник, арестованный по делу о наркотиках, рассказал властям о причастности Тернера к нескольким взломам, но никогда не упоминал об ограблении музея. Основываясь на разговорах с Мерлино после его освобождения из тюрьмы в середине 1990-х годов, власти пришли к выводу, что Мерлино никогда не имел прямого доступа к картинам, но, возможно, мог посредничать в их возвращении.
Несмотря на заявления Тернера о невиновности, ФБР считает, что он мог быть одним из воров. Доказательства указывают на то, что он отправился во Флориду, чтобы забрать партию кокаина всего за несколько дней до ограбления, а записи кредитной карты свидетельствуют о том, что он оставался там в ночь ограбления, но некоторые следователи полагают, что это могла быть попытка Тернера создать алиби. ФБР считает, что другим вором был его друг и сообщник из банды Мерлино Джордж Рейссфельдер. Он умер в июле 1991 года. Никаких улик не было найдено ни в его квартире, ни в домах друзей и родственников, но его братья и сестры вспоминают картину, похожую на «У Тортони», висевшую в его спальне. Следователи полагают, что он похож на более худого мужчину с полицейского фоторобота.
В 1999 году ФБР арестовало Тернера, Мерлино, Россетти и других в ходе спецоперации в тот день, когда они планировали ограбить хранилище Loomis Fargo. Когда ФБР вызвало Тернера на допрос, они сообщили ему, что у них есть информация о том, что он участвовал в ограблении музея, и что если он вернет картины, они его отпустят. Он сказал властям, что не знает, кто украл картины и где они могут быть спрятаны. На суде в 2001 году он заявил о провокации, что ФБР позволило заговору об ограблении Loomis Fargo продолжиться, чтобы иметь рычаги давления, для получения информации о картинах из музея. Присяжные признали его виновным, и он был отправлен в тюрьму. Тернер знал Джентиле через Гуаренте; в 2010 году Тернер написал Джентиле письмо с просьбой позвонить бывшей девушке Тернера, чтобы помочь в возвращении картин. При сотрудничестве с ФБР Джентиле поговорил с девушкой Тернера и она сказала ему, что Тернер хотел, чтобы он поговорил с двумя своими бывшими друзьями-заключенными в Бостоне. Следователи хотели, чтобы Джентиле встретился с мужчинами и отправили с ним тайного агента, но Джентиле отказался от дальнейшего сотрудничества. Тернер был освобожден в ноябре 2019 года, через месяц после Россетти. Мерлино умер в тюрьме в 2005 году.

### Бобби Донати

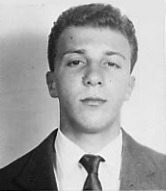
Бобби Донати на недатированной фотографии.

Преступник Бобби Донати был убит в 1991 году в разгар войны банд внутри преступной семьи Патриарка. Его заподозрили в причастности к краже из музея после того, как печально известный вор произведений искусства из Новой Англии Майлз Дж. Коннор-младший дал показания властям. Во время ограбления Коннор находился в тюрьме, но он считал, что его организаторами были Донати и преступник Дэвид Хоутон. Коннор сотрудничал с Донати в прошлых ограблениях, и утверждал, что они оба планировали кражу из музея Гарднер, во время чего Донати проявил интерес к навершию. Коннор также утверждал, что Хоутон навестил его в тюрьме после ограбления и сказал, что он и Донати организовали его и собирались использовать картины, чтобы вытащить Коннора из тюрьмы. Если это правда, они, вероятно, позаимствовали идею у Коннора, когда он возвращал произведения искусства, чтобы сократить сроки заключения своим подельникам. Несмотря на то, что внешность Донати и Хоутона не соответствовала описаниям свидетелей, Коннор предположил, что они, вероятно, наняли гангстеров низшего звена для совершения ограбления. Как и Донати, Хоутон также умер в течение двух лет после ограбления, но по естественным причинам, а не от убийства. Коннор сказал следователям, что он мог бы помочь вернуть работы из музея в обмен на объявленную музеем награду и свою свободу. Когда следователи не уступили требованиям Коннора из-за отсутствия доказательств, он предложил им поговорить с преступником и торговцем антиквариатом Уильямом П. Янгуортом.
Действуя по наводке Коннора, ФБР открыло дело на Янгуорта и провело рейды в его доме и антикварном магазине. Рейды привлекли внимание журналиста Тома Машберга, который начал говорить с Янгуортом в 1997 году о краже. Однажды ночью в августе 1997 года Янгуорт позвонил Машбергу и сказал ему, что у него есть доказательства того, что он может вернуть картины Гарднер при правильных условиях. В ту ночь Янгуорт забрал Машберга из офиса Boston Herald и отвез его на склад в Ред-Хуке, Бруклин. Янгуорт привел его внутрь к складскому помещению с несколькими большими цилиндрическими трубками. Он вынул одну картину из трубки, развернул её и показал Машбергу под светом фонарика. Машбергу показалось, что это «Христос во время шторма на море Галилейском». Он заметил трещины вдоль холста, а края были обрезаны в соответствии с отчетами музея, также он заметил подпись Рембрандта на штурвале корабля. Машберг написал о своем опыте в Boston Herald, опустив детали, чтобы скрыть личность Янгуорта и местонахождение картины. Он сообщил, что его «информатор» (предположительно, Янгуорт) сказал ему, что ограбление было совершено пятью мужчинами, и идентифицировал двоих: Донати был одним из грабителей, а Хоутон отвечал за перемещение произведений искусства в безопасное место. ФБР обнаружило местонахождение склада несколько месяцев спустя и провело обыск, ничего не найдя.
Правдивость заявлений Янгуорта и подлинность картины, показанной Машбергу, оспариваются. К примеру, кусочки краски, переданной Янгуортом Машбергу, были идентифицированы федеральными властями как произведённые в эпоху Рембрандта, но не соответствующие масляным краскам, использованным для картины. То, как Машберг описал картину как «развернувшуюся», также было тщательно изучено, поскольку украденная картина была покрыта толстым слоем лака, который не дал бы ей так легко развернуться. Федеральные власти и музей начали работать с Янгуортом после публикации истории Машберга, но Янгуорт затруднил переговоры. Он отказался сотрудничать с властями, пока не будут выполнены его требования, в том числе полный иммунитет и освобождение Коннора из тюрьмы. Власти скептически отнеслись к показаниям Янгуорта и предложили лишь частичный иммунитет. Прокурор, курирующий это дело, в конечном итоге прекратил переговоры с Янгуортом, до момента пока он не предоставит более надежные доказательства того, что у него был доступ к работам из музея. Янгуорт снова предоставил флакон с кусочками краски, предположительно из «Христоса во время шторма на море Галилейском», и 25 цветных фотографий картины «Леди и джентльмен в чёрном». В совместном заявлении музея и федеральных следователей говорилось, что кусочки не были с украденных картин Рембрандта, хотя они было подтверждено что они были с картин XVII века и потенциально могли быть с «Концерта».
В 2014 году журналист-расследователь Стивен Куркян написал гангстеру Винсенту Ферраре, руководителю Донати во время войны банд, с вопросом, есть ли у него информация о краже из музея. Он получил звонок от сообщника Феррары, который объяснил, что ФБР ошибалось, подозревая причастность банды Мерлино, и заявил, что Донати сам организовал ограбление. Звонивший объяснил, что Донати посетил Феррару в тюрьме примерно за три месяца до кражи, после того как последнему было предъявлено обвинение в убийстве, и сказал ему, что он собирается что-то сделать, чтобы вытащить его из тюрьмы. Три месяца спустя Феррара услышал новости о краже, после чего Донати снова посетил его и подтвердил, что он был причастен к ограблению. Он заявил, что закопал произведения искусства и начнет переговоры о его освобождении, как только расследование прекратится. Переговоры так и не состоялись, потому что Донати был убит. Куркян считает, что Донати был мотивирован освободить Феррару из тюрьмы, потому что Феррара мог защитить его в войне банд. Друг Гуаренте также подтвердил, что Донати организовал ограбление, и что он отдал картины Гуаренте, когда начал беспокоиться о своей безопасности. Донати был близким другом Гуаренте. Их обоих видели в ночном клубе в Ревире незадолго до ограбления с сумкой полицейской формы.

## В популярной культуре
- Кража является темой сериала History Channel «Величайшие ограбления в истории» в 2023 году, сезон 1, эпизод 8, ведущим которого является Пирс Броснан. В дополнение к драматическому изображению, некоторые из первоначальных следователей также обсуждают свои мысли по делу[173].
- В эпизоде «Виктор. Эхо. Ноябрь». Во втором сезоне анимационного шоу канала Adult Swim «Братья Вентура» злодей Фантом Лимб, как показано, владеет картиной Рембрандта «Христос во время шторма на море Галилейском» и пытается продать ее неназванному гангстеру.

## Комментарии
1. ↑  Точно количество картин Яна Вермеера достоверно не установлено.
2. ↑  Размер вознаграждения, предложенного музеем за возвращение картин превышает только вознаграждение в 25 млн. долларов, предложенное правительство США за информацию об Усаме бен Ладене[65]